# Cao Liguo
Cao Liguo (曹利国S; Guangxi, 4 ottobre 1998) è un lottatore cinese, specializzato nella lotta greco-romana.

## Biografia
Ha studiato presso la Wuhan Sports University.
Ai campionati asiatici di Astana 2023 ha vinto il bronzo nella categoria dei -60 kg.
Ai mondiali di Belgrado 2023 è stato estromesso dal tabellone principale del torneo dei -60 kg dal giapponese Ken'ichirō Fumita ai punti. Ai sedicesimi e agli ottavi aveva prevalso sull'iraniano Melkamu Fetene e sul francese Léo Tudezca. Ai ripescaggi ha battuto il rumeno Victor Ciobanu ed ha vinto l'incontro per il bronzo contro l'armeno Gevorg Gharibyan.
Ha rappresentato la Cina ai Giochi olimpici di Parigi 2024 nel torneo dei -60 kg, dove agli ottavi sconfigge l'egiziano Moamen Mohamed, il suo percorso prosegue ai quarti dove incontra e supera il venezuelano Raiber Rodriguez per poi battere in semifinale il nordcoreano Ri-Se-Ung. Tuttavia perde in finale contro il giapponese Ken'ichirō Fumita, conquistando l'argento al suo debutto olimpico.

## Palmarès
| Anno | Manifestazione             | Sede       | Evento | Risultato | Note |
| ---- | -------------------------- | ---------- | ------ | --------- | ---- |
| 2017 | Campionati asiatici junior | Taichung   | 55 kg  | Bronzo    |      |
| 2017 | Mondiali junior            | Tampere    | 55 kg  | 10º       |      |
| 2018 | Campionati asiatici        | Biškek     | 55 kg  | 5º        |      |
| 2018 | Mondiali                   | Budapest   | 55 kg  | 5º        |      |
| 2019 | Mondiali                   | Nur-Sultan | 55 kg  | 5º        |      |
| 2019 | Mondiali U23               | Budapest   | 60 kg  | 7º        |      |
| 2022 | Mondiali                   | Belgrado   | 60 kg  | 8º        |      |
| 2023 | Campionati asiatici        | Astana     | 60 kg  | Bronzo    |      |
| 2023 | Mondiali                   | Belgrado   | 60 kg  | Bronzo    |      |
| 2023 | Giochi asiatici            | Hangzhou   | 60 kg  | 7º        |      |
| 2024 | Campionati asiatici        | Biškek     | 60 kg  | Bronzo    |      |
| 2024 | Giochi olimpici            | Parigi     | 60 kg  | Argento   |      |